# ميهاي دراغوش
ميهاي دراغوش (بالرومانية: Mihai Drăguș)‏ هو لاعب كرة قدم روماني في مركز الهجوم، ولد في 13 مارس 1973 في بوخارست في رومانيا. لعب مع توربيدو موسكو وسوون سامسونغ بلووينغز.

## وصلات خارجية
- ميهاي دراغوش على موقع دوري كوريا الجنوبية (الإنجليزية)
- ميهاي دراغوش على موقع قاعدة بيانات كرة القدم.إي يو (الإنجليزية)
- ميهاي دراغوش على موقع عالم كرة القدم.نت (الإنجليزية)